# Decibelios
Decibelios est un groupe de oi! et punk rock espagnol, originaire d'El Prat de Llobregat, en Catalogne. Il est formé en 1980 et basé à Barcelone, pionnier du genre en Espagne et séparé en 1990, puis reformé épisodiquement dans les années 2010.

## Biographie
Le groupe est initialement formé en février 1980 à Barcelone. À l'origine appelé dB, le groupe comprend Fray (chant), Miguel (batterie), Xavi (guitare), Macià (guitare) et Manolo (basse). Ils se rebaptiseront par la suite Decibelios (décibels en espagnol). Leur premier concert s'effectue à Madrid le 13 avril 1980 dans un pub de Prat de Llobregat appelé Negrito. Ils signent un contrat avec le label Discos Radiactivos Organizados (DRO) et y publient un premier single intitulé Paletas Putrefactos (1982) à la fin de l'année.
En février 1984 sort leur premier album studio, Caldo de pollo, au label DRO. Un an plus tard, en février 1985, ils publient leur deuxième album studio, intitulé Oi!, qui comprend une reprise de la chanson Chaos (rebaptisée Kaos) du groupe The 4 Skins. Leur troisième album studio, Vacaciones en el Prat, publié en 1986, comprend le single Vacaciones en el Prat. Xavi quitte le groupe et est remplacé par Manel (ex-Masturbadores Mongólicos), consolidant la formation en 1990. Ils collaborent aussi avec d'autres musiciens comme Rock Riu (trombone), Javi (trompette) et Boris (saxophone), qui contribueront au style ska du groupe.
À la suite du revival oi!-street punk des années 2000 et estimant que la situation politique et sociale dégradée de l’État espagnol nécessitait de « remonter au front », comme le donne à comprendre le groupe sur son site officiel et comme le confirme le batteur Miguel Alferez sur la page Facebook de Decibelios, le groupe annonce en 2013 son retour, quasiment à l'identique de la dernière période (arrivée de David à la guitare) juste avant sa dissolution.
Le groupe remonte donc sur scène avec un membre de plus qu'à l'origine (Fray - David - Manolo - Miguel - Boris - Xavi - Ray) pour rappeler que « si les corrompus au pouvoir n'ont pas changé depuis 30 ans et que certaines chansons de l'époque sont malheureusement toujours d'actualité », il n'y avait pas tellement de raisons pour qu'ils changent eux-mêmes. Miguel Alferez explique : « ...parce que ceux qui sont au pouvoir continuent d'être corrompus comme toujours. Ce qui fait que rien n'a tellement changé, et s'ils n'ont pas changé, pourquoi devrions-nous le faire, nous ??? » Après plus de 15 ans d'inactivité, le groupe se reforme en 2014. En mai 2015, ils jouent avec The Demencials à Barcelone à la Sala Razzmatazz 2. Le samedi 11 mars 2017, le groupe participe au festival This is England.

## Membres

### Membres actuels
- Miguel - batterie (1980-1990, depuis 2014)
- Fray - chant (1980-1990, depuis 2014)
- Manolo - basse (1980-1990, depuis 2014)
- Boris
- David

### Anciens membres
- Xavi - guitare (1980-1982)
- Maciá - guitare (1980)
- Manel - guitare (1982-1990)

## Discographie

### Albums studio
- 1984 : Caldo de pollo
- 1985 : Oi!
- 1986 : Vacaciones en el Prat
- 1987 : Vivo's 88
- 1989 : Con el tiempo y una caña
- 1996 : Igual de borrachos pero mucho más orgullosos

### Singles
- 1982 : Paletas putrefactos
- 1983 : Paletas y bolingas
- 1984 : Matar o morir
- 1985 : Ningún nombre de mujer
- 1986 : Vacaciones en el Prat
- 1986 : Sangre dorada "Liquido vital"
- 1989 : Jefe Tucanuto
- 1989 : Tierras inhóspitas